# Vehicle amb motor

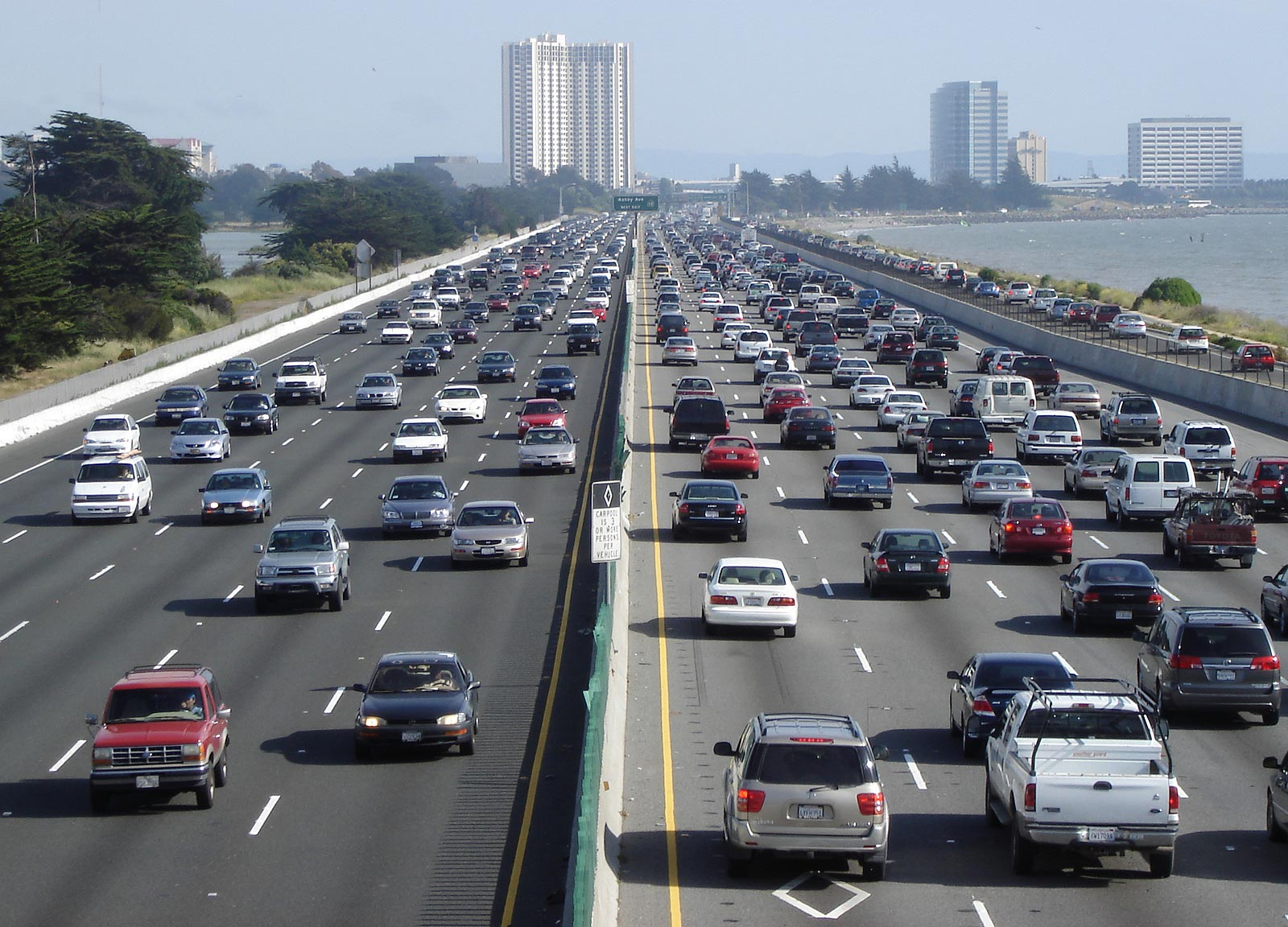
Als Estats Units hi ha 250 milions de vehicles amb motor

Un vehicle amb motor és un vehicle de carretera (automòbil, autobús, camió, motocicleta, etc.) autopropulsat, normalment amb rodes que no va pels rails, com ho fan els trens o els tramvies. La propulsió del vehicle la proporciona un motor, normalment un motor de combustió interna o un motor elèctric, o una combinació de tots dos, com en els vehicles híbrids elèctrics i els elèctrics endollables. Amb finalitats legals, acostumen a disposar d'una matrícula que els identifica. Generalment les cadires de rodes autopropulsades per a ús dels discapacitats estan excloses legalment del concepte de vehicle amb motor.
L'any 2010 a tot el món hi havia més de mil milions de vehicles amb motor.
Aquesta taula vvresumeix l'evolució del registre de vehicles amb motor al món des de 1960 fins a 2012:
| Tendència històrica de registre mundial de vehicles amb motor 1960-2012 (milers)                                                                                                | Tendència històrica de registre mundial de vehicles amb motor 1960-2012 (milers) | Tendència històrica de registre mundial de vehicles amb motor 1960-2012 (milers) | Tendència històrica de registre mundial de vehicles amb motor 1960-2012 (milers) | Tendència històrica de registre mundial de vehicles amb motor 1960-2012 (milers) | Tendència històrica de registre mundial de vehicles amb motor 1960-2012 (milers) | Tendència històrica de registre mundial de vehicles amb motor 1960-2012 (milers) | Tendència històrica de registre mundial de vehicles amb motor 1960-2012 (milers) | Tendència històrica de registre mundial de vehicles amb motor 1960-2012 (milers) | Tendència històrica de registre mundial de vehicles amb motor 1960-2012 (milers) |
| Tipus de vehicle | 1960                                                                             | 1970                                                                             | 1980                                                                             | 1990                                                                             | 2000                                                                             | 2005                                                                             | 2009                                                                             | 2010                                                                             | 2012                                                                             |
| --- | -------------------------------------------------------------------------------- | -------------------------------------------------------------------------------- | -------------------------------------------------------------------------------- | -------------------------------------------------------------------------------- | -------------------------------------------------------------------------------- | -------------------------------------------------------------------------------- | -------------------------------------------------------------------------------- | -------------------------------------------------------------------------------- | -------------------------------------------------------------------------------- |
| Registres de cotxes(1) | 98,305                                                                           | 193,479                                                                          | 320,390                                                                          | 444,900                                                                          | 548,558                                                                          | 617,914                                                                          | 684,570                                                                          | 723,567                                                                          | 773,323                                                                          |
| Resistre de camions i autocars | 28,583                                                                           | 52,899                                                                           | 90,592                                                                           | 138,082                                                                          | 203,272                                                                          | 245,798                                                                          | 295,115                                                                          | 309,395                                                                          | 341,235                                                                          |
| Món total | 126,888                                                                          | 246,378                                                                          | 410,982                                                                          | 582,982                                                                          | 751,830                                                                          | 863,712                                                                          | 979,685                                                                          | 1,032,962                                                                        | 1,114,558                                                                        |
| Note (1) El registre de cotxes no inclou U.S. light trucks (vehicles tot camí, monovolums i camionetes) usats per a viatges personals. Aquests vehicles es compten com camions. |                                                                                  |                                                                                  |                                                                                  |                                                                                  |                                                                                  |                                                                                  |                                                                                  |                                                                                  |                                                                                  |